# Історія тварин
Історія тварин (дав-грец. 'Περὶ Τὰ Ζῷα Ἱστορίαι', лат. Historia animalium) - це зоологічний текст, написаний Арістотелем грецькою близько 343 р. до н. дев'ять книг. Десята книга вважається апокрифічною. Текст став відомий на Заході завдяки арабській адаптації книги під назвою Kitāb al-hayawān, яка також містила інші роботи Аристотеля із зоології: Partibus animalium та Generatione animalium.
Аристотель з певною точністю та науковим методом вивчив біологічні особливості акул близько 330 року до н.е.

## Зміст
Книга I Угруповання тварин та частини людського тіла. Аристотель описує частини, з яких складається людське тіло: череп, мозок, обличчя, очі, вуха, ніс, язик, грудна клітка, живіт, серце, нутрощі, геніталії та кінцівки.
Книга II Різні частини червонокровних тварин. Аристотель пише про кінцівки, зуби собаки, коні, людину і слона, мову слона, а також про таких тварин, як мавпи, крокодил, хамелеон, птахи, особливо крилатка, риби та змії.
Книга III Внутрішні органи, включаючи генеративну систему, вени, сухожилля, кістки та ін. Він переходить до крові, кісткового мозку, молока, включаючи сичуг і сир, і сперми.
Книга IV Тварини без крові (безхребетні) – головоногі молюски, ракоподібні тощо. У розділі 8 він визначає органи чуття тварин. У розділі 10 розглядається сон і питання, чи буває він у риб.
Книги V і VI Розмноження, спонтанне та статеве, морських безхребетних, птахів, чотириногих, змій, риб та наземних членистоногих, включаючи їхневмонових ос, бджіл, мурах, скорпіонів, павуків та коників.
Книга VII Розмноження людини, включаючи статеве дозрівання, зачаття, вагітність, лактацію, ембріон, пологи, молоко та хвороби немовлят.
Книга VIII Характер та звички тварин, їжа, міграція, здоров'я, хвороби тварин, включаючи паразитів бджіл, та вплив клімату.
Книга IX Соціальна поведінка тварин; ознаки інтелекту у таких тварин, як вівці та птахи.
Книга X включена деякі версії, у ній розглядаються причини безпліддя в жінок, але зазвичай вважається, що вона належить Аристотелю. У передмові до свого перекладу Д'Арсі Уентворт Томпсон називає її "безперечно підробленою".